# Phlegmariurus ericifolius
Phlegmariurus ericifolius är en lummerväxtart som först beskrevs av Karel Presl, och fick sitt nu gällande namn av B. Øllg. Phlegmariurus ericifolius ingår i släktet Phlegmariurus och familjen lummerväxter. Inga underarter finns listade i Catalogue of Life.